# Hexadeca-7,10,13-triensäure
Die Hexadeca-7,10,13-triensäuren sind dreifach ungesättigte Fettsäuren in der Gruppe der Omega-3-Fettsäuren. Die Triensäuren zählen zu den Isolensäuren weil die drei Doppelbindungen jeweils durch eine Methylengruppe getrennt sind.
Die drei Doppelbindungen können jeweils in cis- oder trans-Konfiguration vorliegen, entsprechend gibt es mehrere isomere Hexadeca-7,10,13-triensäuren.
Die all-cis-Hexadeca-7,10,13-triensäure [IUPAC-Bezeichnung: (7Z,10Z,13Z)-Hexadeca-7,10,13-triensäure, Trivialname: Roughaninsäure] kommt in geringen Mengen in Glycolipiden, Galactolipiden, meist in den Blättern, verschiedener Koniferen und Brassica-Arten, aber auch in anderen Pflanzenarten vor. Sie kommt auch in Farnen und Algen vor. Man unterscheidet in 16:3 und 18:3-Pflanzen.
Stellungsisomer zur Hexadeca-7,10,13-triensäuren sind die Hiragonsäure (eine der Hexadeca-6,10,14-triensäuren) und die Hexadeca-8,11,14-triensäuren.